# Benin na Letnich Igrzyskach Paraolimpijskich 2008
Benin na Letnich Igrzyskach Paraolimpijskich w Pekinie reprezentowała 1 zawodniczka, która nie zdobyła medalu. Dla Beninu był to trzeci występ na Paraolimpiadzie (debiut w 2000).

## Kadra

### Podnoszenie ciężarów
- Blandine Sanehou

kategoria do 67,5 kg kobiet - nie zaliczyła żadnej próby